# اسطنبول (صحيفة)
اسطنبول (بالتركية: İstanbul)‏ هي صحيفة باللغة التركية تصدر في إسطنبول، تركيا.